# Huangzhan (köpinghuvudort i Kina, Hubei Sheng, lat 31,58, long 114,50)
Huangzhan (kinesiska: 黄站) är en köpinghuvudort i Kina. Den ligger i provinsen Hubei, i den centrala delen av landet, omkring 110 kilometer norr om provinshuvudstaden Wuhan. Antalet invånare är 15 134. Befolkningen består av 7 374 kvinnor och 7 760 män. Barn under 15 år utgör 19,0 %, vuxna 15-64 år 71 %, och äldre över 65 år 9,0 %.
Runt Huangzhan är det tätbefolkat, med 383 invånare per kvadratkilometer. Närmaste större samhälle är Xuanhuadian, 13,0 km norr om Huangzhan. I omgivningarna runt Huangzhan växer i huvudsak blandskog.
Genomsnittlig årsnederbörd är 1 378 millimeter. Den regnigaste månaden är juli, med i genomsnitt 253 mm nederbörd, och den torraste är december, med 18 mm nederbörd.